# آشکارا (فیلم ۱۹۹۲)
آشکارا (به هندی: Khule-Aam) فیلمی محصول سال ۱۹۹۳ و به کارگردانی تارون دات و آرون دات است. در این فیلم بازیگرانی همچون درمندرا، شامی کاپور، نیلم کوتهاری، چانکی پاندی، موشومی چاترجی، ساداشیو آمرپورکار، دنی دنزونگپا، افتخار ایفای نقش کرده‌اند.